# ア・ライフ・ウィズィン・ア・デイ
『ア・ライフ・ウィズィン・ア・デイ』（A Life Within a Day）は、イギリスのミュージシャン、クリス・スクワイア（イエス）とスティーヴ・ハケット（元ジェネシス）をフィーチャーした音楽プロジェクト、スクアケットによる唯一のスタジオ・アルバム。数年前から作曲とレコーディングが行われていたが、2012年5月28日にリリースされた。タイトルトラック「ア・ライフ・ウィズィン・ア・デイ」は、2012年のプログレッシブ・ミュージック・アワードで「アンセム」賞を受賞した The title track, "A Life Within a Day" won the 'Anthem' award at the 2012 Progressive Music Awards.。「異邦人 (Aliens)」という曲は、イエスの曲「Aliens (Are Only Us from the Future)」として最初に書かれ、イエスの「イン・ザ・プレゼント」ワールド・ツアーの第一弾で演奏されたが、アルバムとしてリリースされたことはなかった。
30年前、ハケットはスクワイアのイエスのバンド・メイトであるスティーヴ・ハウとバンドGTRで活動していた。
プロジェクト名「スクアケット」は、「スクワイア」と「ハケット」を組み合わせた造語。アルバムカバーに描かれた漢字に似たアートワークは、アーティストの徐冰が角ばった文字による書道で書いた「Squackett」という文字になっている。
アルバムの5.1chサラウンド・サウンド・バージョンを収録したDVD付きのエディションが、2012年6月5日にリリースされた。
ハケットは、2009年のツアーの前半でバンドと共に「ストームチェイサー～嵐を追う者」を演奏した。これは、現在までスクアケットの楽曲をライブ演奏した唯一の例となっている。

## 収録曲
特に記載のない限り、全曲がスティーヴ・ハケット、クリス・スクワイア、ロジャー・キングによる作曲。
1. ア・ライフ・ウィズィン・ア・デイ - "A Life Within a Day" - 6:35
2. トール・シップス - "Tall Ships" - 6:18
3. ディヴァィデッド・セルフ - "Divided Self" (ハケット、スクワイア、キング、ニック・クラバーン) - 4:06
4. 異邦人 - "Aliens" (ハケット、スクワイア、キング、フラン・ヒーリー[10]) - 5:32
5. シー・オブ・スマイルズ～微笑の海 - "Sea of Smiles" - 5:25
6. 夏の名残 - "The Summer Backwards" - 3:00
7. ストームチェイサー～嵐を追う者 - "Stormchaser" - 5:26
8. キャント・ストップ・ザ・レイン - "Can't Stop the Rain" (ハケット、スクワイア、キング、ジェラルド・ジョンソン、サイモン・セスラー) - 5:47
9. パーフェクト・ラヴ・ソング - "Perfect Love Song" (ハケット、スクワイア、キング、ジョンソン) - 4:04

## パーソネル
ミュージシャン
- クリス・スクワイア (Chris Squire) – ベース、ボーカル
- スティーヴ・ハケット (Steve Hackett) – ギター、ハーモニカ、ボーカル
- ロジャー・キング (Roger King) – キーボード
- ジェレミー・ステーシー (Jeremy Stacey) – ドラム
- アマンダ・レーマン (Amanda Lehmann) – バック・ボーカル

ストリング・プレイヤー (「ア・ライフ・ウィズィン・ア・デイ」)
- クリスティン・タウンゼント (Christine Townsend) – ヴィオラ、ヴァイオリン
- リチャード・スチュワート (Richard Stewart) – チェロ
- ディック・ドライヴァー (Dick Driver) – ダブルベース

制作
- ロジャー・キング (Roger King) – プロデューサー、プログラミング
- 徐氷 (Xu Bing) – カバー・イメージ
- ジョン・ブリューワー (Jon Brewer) – ライセンス
- マーク・パウエル (Mark Powell) – プロジェクト・コーディネーター
- ヴィッキー・パウエル (Vicky Powell) – コーディネーション
- フィル・スミー (Phil Smee) – アートワーク、デザイン
- アンジェラ・ヴィセドミニ (Angéla Vicedomini) – 写真
- マウリツィオ・ヴィセドミニ (Maurizio Vicedomini) – 写真